# Liste des bois en musique classique

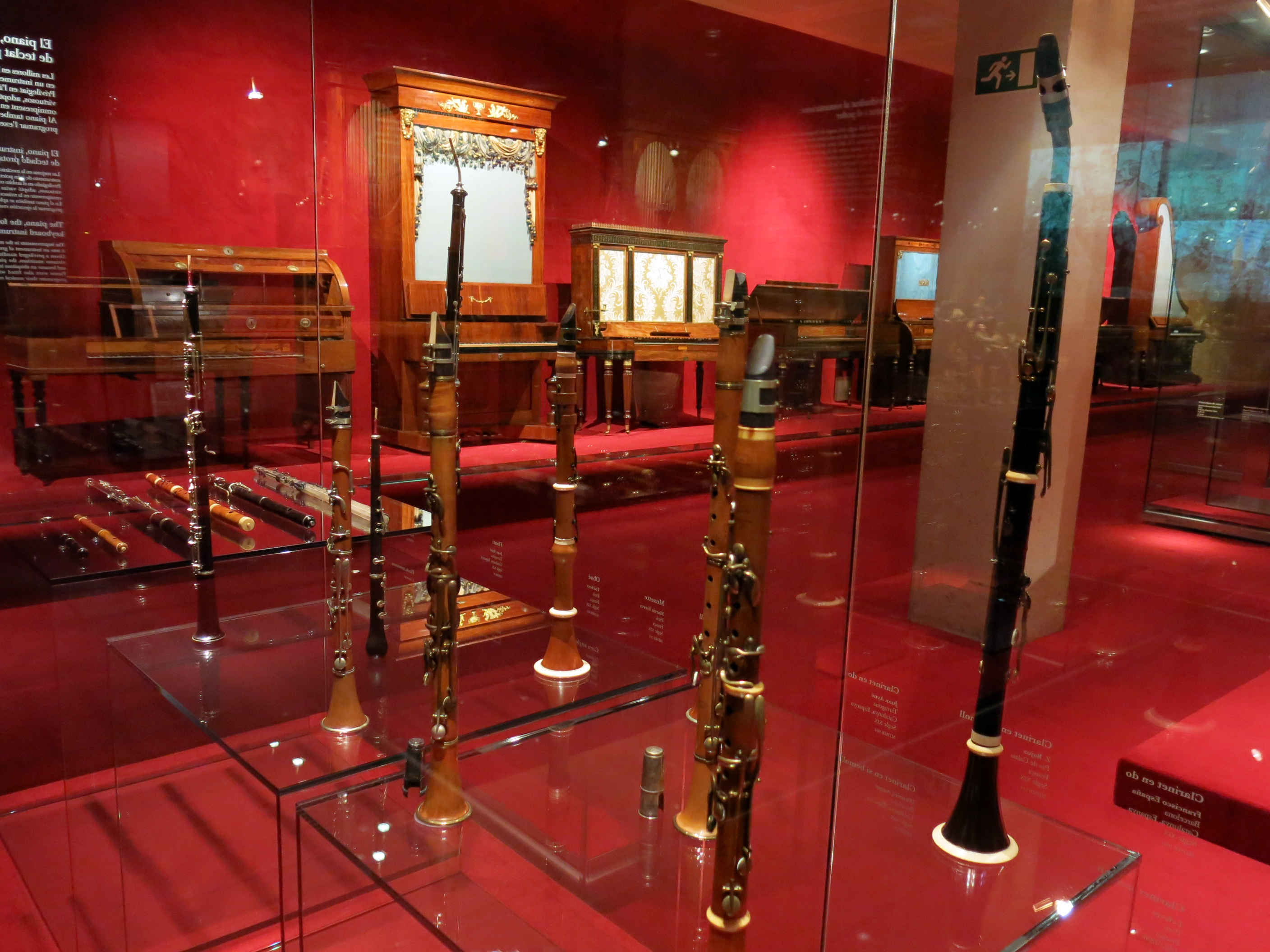
Bois au musée de la musique de Barcelone

Cet article recense les instruments à vent de la famille des bois, habituellement utilisés en musique classique. Les bois utilisés dans d'autres styles de musique sont répertoriés dans cette page : Instrument à vent, bois.

## Instruments de l'orchestre symphonique
- Piccolo
- Flûte traversière
- Flûte alto uniquement dans quelques œuvres du XXe siècle
- Petite clarinette en mi bémol
- Clarinette soprano en si bémol et en la
- Clarinette basse
- Cor de basset
- Hautbois
- Hautbois d'amour
- Cor anglais
- Basson
- Contrebasson
- Saxophone assez peu fréquent, employé par quelques compositeurs français du milieu du  XIXe siècle puis au XXe siècle.

## Autres
- Saxophone

Le cas du saxophone est particulier car, généralement fabriqué en métal comme la flûte traversière moderne, c'est un instrument à anche simple comme la clarinette et non à embouchure comme la trompette, ce qui fait de lui un membre à part entière de la famille des bois.
- Flûte à bec

La flûte à bec est un instrument utilisé principalement en musique ancienne, bien que de nombreux compositeurs du XXe siècle lui aient composé des morceaux.